# Савицкий, Стефан Васильевич (писарь)
Стефан (Степан) Васильевич Савицкий (укр. Стефан Васильович Савицький; около 1684——1751) — войсковой канцелярист (1712), писарь Лубенского полка Войска Запорожского (1714—1739), представитель казацкой старшины.

## Биография
Происходил из священнического рода на Лубенщине (ныне Полтавская область, Украина).
Образование получил в Киевской академии. Был членом кодификационной комиссии, которая работала над «Правами, по которым судится Малороссийским народ» (1743).
В 1718 году С. Савицкий перевёл на малороссийский (украинский) язык первую часть поэмы польского поэта С. Твардовского «Wojna domowa» («Гражданская война», 1681), напечатанную позже в приложениях к Летописи Самуила Величко (изд. Киев. Археографической Комиссии, т. IV, 1864). Завершил ли свой перевод полностью С. Савицкий, не известно.
С. Величко попала в руки только эта часть работы, которую он приложил в 1728 году к своему переводу «Космографии». Возможно, эта работа стала стимулом для полного пересказа поэмы С. Твардовского, осуществленного С. Величко, но возможно, она попала к нему уже после завершения.
С. Савицкий перевёл поэму в апреле 1718 года и назвал её «Повість літописна про козацьку війну з поляками…» (у С. Величка — «Сказание про війну козацьку з поляками»). Перевод С. Савицкого сопровождаемый вступлением, который также напоминает Величко: в котором автор с пиететом относится к Богдану Хмельницкому, и сожалеет, что украинцы не описали эту войну сами, свидетельствует, о том что «Wojna domowa» («Гражданская война») включает в себя «много наветов на казаков и чрезмерные словесные похвалы полякам» и что он выбрасывает тот непотріб (хлам), а стихи переводит «на обычную простую историю, пересказанную простым малороссийским наречием», собственно, книжным украинским языком.